# Троснянский, Дмитрий Нестерович
Дмитрий Нестерович Троснянский (14 декабря 1912, Александровка, Славяносербский уезд, Екатеринославская губерния, Российская империя—16 декабря 1971, Свердловск, Свердловский район, Ворошиловградская область, УССР, СССР) — советский снайпер, полный кавалер Ордена Славы.

## Биография
Родился 14 декабря 1912 года в селе Александровка Славяносербского уезда Екатеринославской губернии Российской империи (ныне — Должанского района Луганской области Украины/Администрации города Свердловск и Свердловского района Луганской Народной Республики) в крестьянской семье. По национальности — украинец.
Получил начальное образование, работал в домашнем хозяйстве, затем — в колхозе.
Участвовал в Великой Отечественной войне с июля 1941 года. Принимал участие в Смоленском сражении, битве за Москву, Сталинградской битве, Донбасской и Мелитопольской операциях, Крымской наступательной операции. Воевал на Западном (12 апреля 1944 года переименован во 2-й Белорусский), Брянском, Юго-Западном (20 октября 1943 года переименован в 3-й Украинский), Южном (20 октября 1943 года переименован в 4-й Украинский) и Прибалтийском (20 октября 1943 года переименован во 2-й Прибалтийский) фронтах.
В боях был трижды ранен.
В период с февраля по 20 марта 1944 года на плацдарме, расположенном на южном берегу залива Сиваш (Азовское море), в составе 1168-го стрелкового Краснознамённого ордена Суворова полка 346-й Дебальцевской стрелковой Краснознамённой дивизии 51-й армии 4-го Украинского фронта убил из снайперской винтовки 16 немецких солдат и офицеров.
В период с 1 по 8 апреля 1944 года, в ходе Крымской наступательной операции, при овладении сёлами Асс-Найман (ныне исчезнувшее) и Томашевка (ныне — Целинного сельского поселения Джанкойского района Республики Крым Российской Федерации/Целинного сельского совета Автономной Республики Крым Украины) Крымской Автономной Советской Социалистической Республики РСФСР СССР убил из снайперской винтовки 24 немецких солдата и офицера. В районе села Магазинка (ныне — Магазинского сельского поселения Красноперекопского района Республики Крым РФ/Магазинского сельского совета Красноперекопского района Автономной Республики Крым Украины), при отражении вражеских контратак, убил 13 противников и вынес с поля боя двух раненых вместе с их оружием.
7 мая 1944 года, на подступах к городу Севастополь (ныне — города федерального значения Севастополь РФ/Севастопольского городского округа Украины) при штурме немецких укреплений на Сапун-горе в числе первых ворвался во вражескую траншею, уничтожил 20 немецких солдат и взял одного в плен. 9 мая уничтожил трёх немецких пулемётчиков, препятствовавших продвижению советских войск. Был тяжело ранен.
В начале 1945 года демобилизован по ранению. Жил и работал в городе Свердловск (12 мая 2016 года переименован в Должанск; ныне — Должанского района Луганской области Украины/Администрации города Свердловск и Свердловского района ЛНР). Скончался 16 декабря 1971 года.

## Награды
- Орден Славы III степени[1][2][3][4] (30 марта 1944 года[1][2][4]);
- Орден Славы II степени[1][2][3][4] (1 мая 1944 года[1][2][4]);
- Орден Славы I степени[1][2][3][4] (24 марта 1945 года[1][2][4]);
- Медаль «За победу над Германией в Великой Отечественной войне 1941—1945 гг.»[3] (?).